# 東郷駅
東郷駅（とうごうえき）は、福岡県宗像市田熊四丁目にある、九州旅客鉄道（JR九州）鹿児島本線の駅である。駅番号はJA13。

## 歴史

### 年表
- 1913年（大正2年）4月1日：鉄道院が福間駅 - 赤間駅間に開設[1]。
- 1931年（大正10年）12月1日：博多駅 - 赤間駅間が複線化[2]。
- 1961年（昭和36年）
  - 6月1日：門司港駅 - 久留米駅間が電化[2]。
  - 10月1日：貨物の取り扱いを廃止[3]。
- 1979年（昭和54年）11月1日：全面改築し、橋上駅舎完成[2][4]。
- 1985年（昭和60年）3月14日：荷物扱い廃止[3]。
- 1987年（昭和62年）4月1日：国鉄分割民営化に伴い、九州旅客鉄道（JR九州）の駅となる[5]。
- 2000年（平成12年）1月29日：自動改札機を設置し、供用開始[6]。
- 2009年（平成21年）3月1日：ICカードSUGOCAの利用を開始[7]。
- 2017年（平成29年）：宗像大社の世界遺産登録を機に、宗像大社へのバスが発着する北口を宗像大社口に改称して、駅前広場を整備、駅舎を大幅リニューアルしアクリルガラスを多用した近代的な駅舎に生まれ変わった。南北口双方にエスカレーター（昇り専用）も設置。南北自由通路（跨線橋）内壁には木材をあしらった。

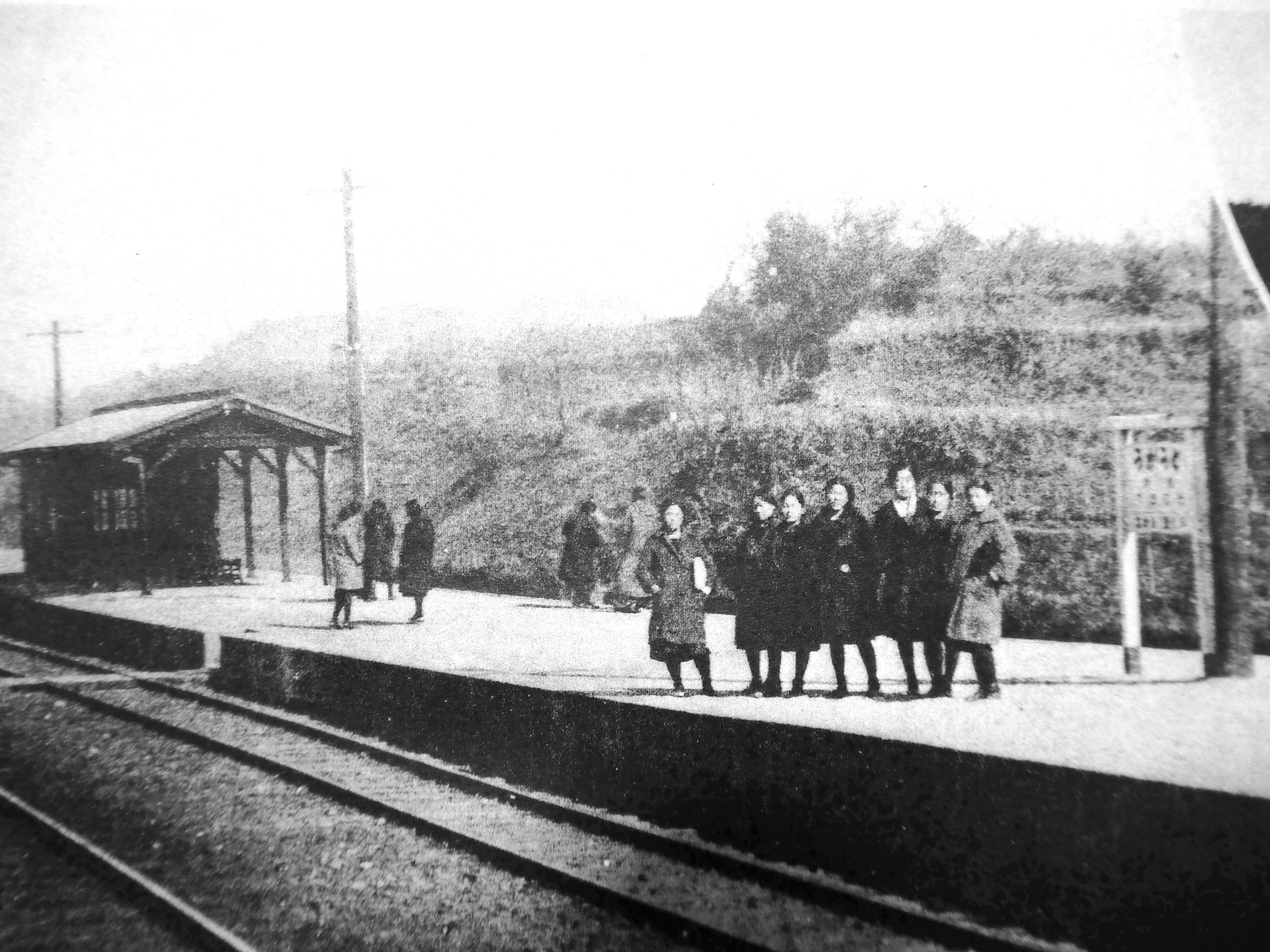
1934年に撮影された東郷駅。汽車を待つ、宗像高等女学校の生徒たちが写っている。この頃は2番乗り場があり、まだ橋上駅ではなかった。彼女らの後ろの丘は、現在日の里団地へと変わっている。
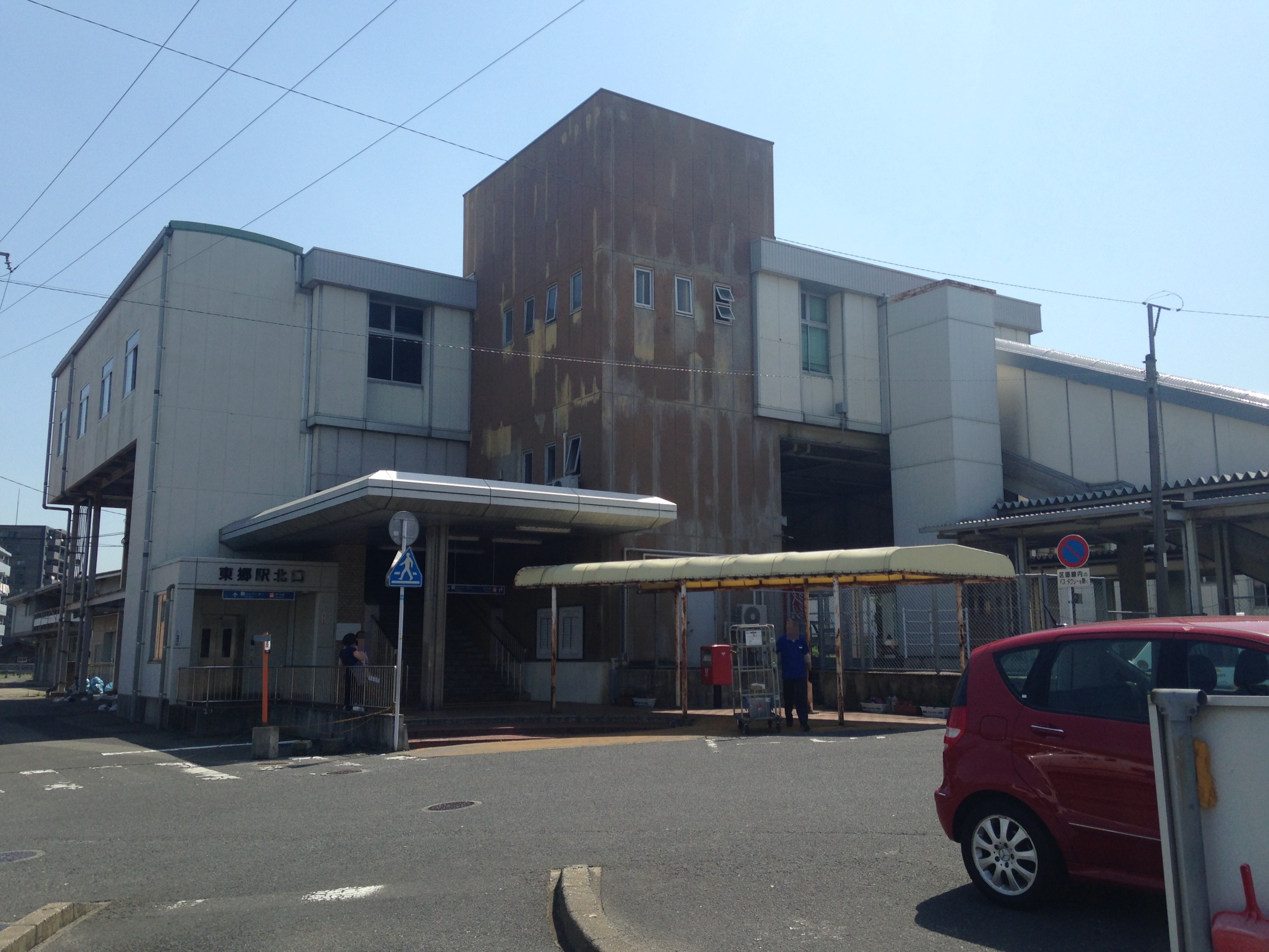
宗像大社口（旧：東郷駅前）の2015年当時の旧駅舎

### 駅名の由来
開業時の地名（宗像郡東郷村）が由来。
かつての宗像郡は広大な郷であり、この地が宗像郡の東部に位置していたことが「東郷」の由来である。

## 駅構造
単式ホーム2面2線を有する地上駅で橋上駅舎を備える。かつては2番のりばを待避用として使用していたが、現在その機能は赤間駅1番・3番のりばに移され、2番のりばは撤去・欠番となった。みどりの窓口および自動改札機が設置されている。ファミリーマートがある。

### のりば
| のりば | 路線       | 方向 | 行先             |
| ------ | ---------- | ---- | ---------------- |
| 1      | 鹿児島本線 | 上り | 小倉・下関方面   |
| 3      | 鹿児島本線 | 下り | 博多・久留米方面 |

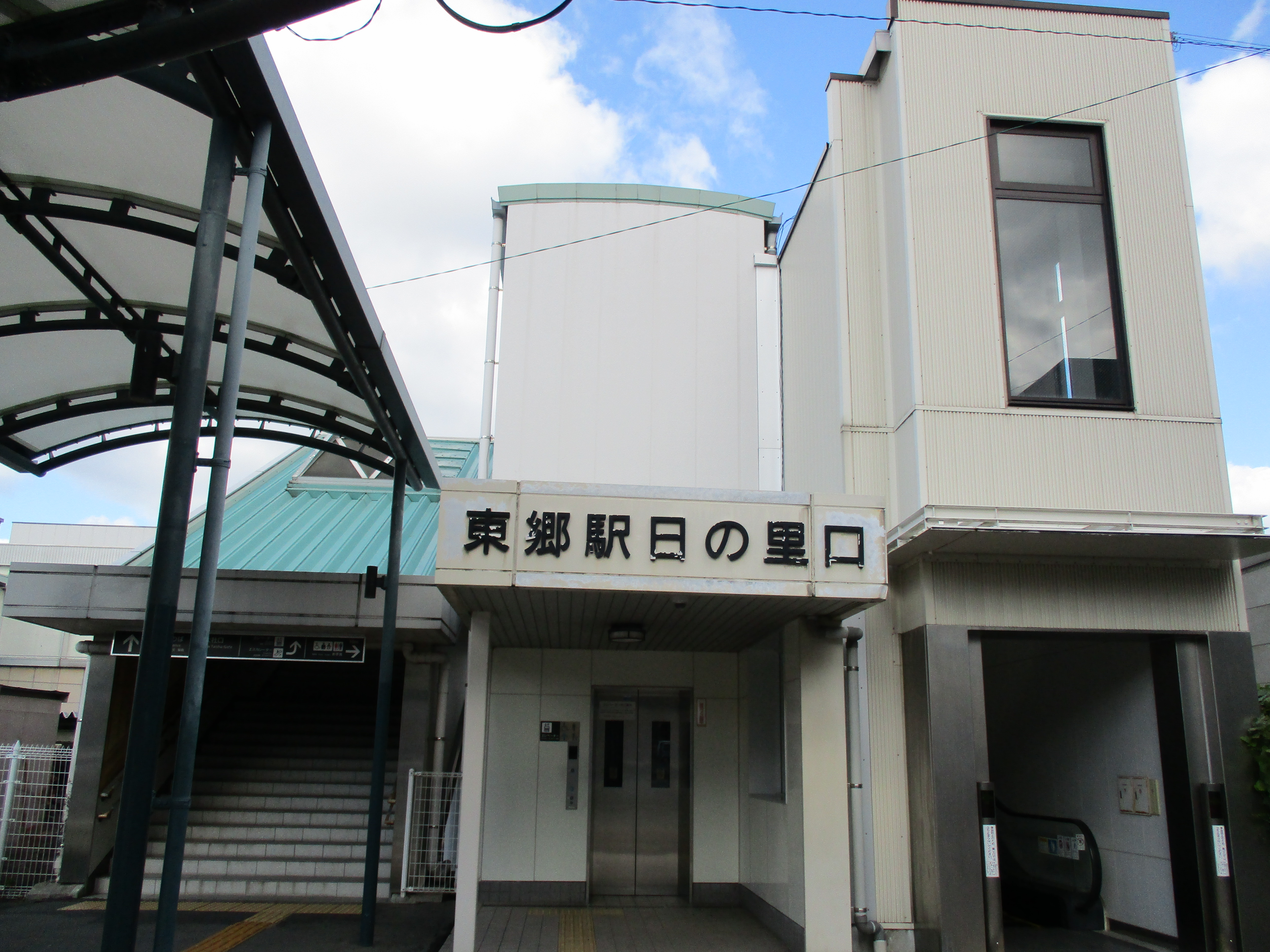
日の里口（2024年12月、エレベーター脇にエスカレーター口増設後）
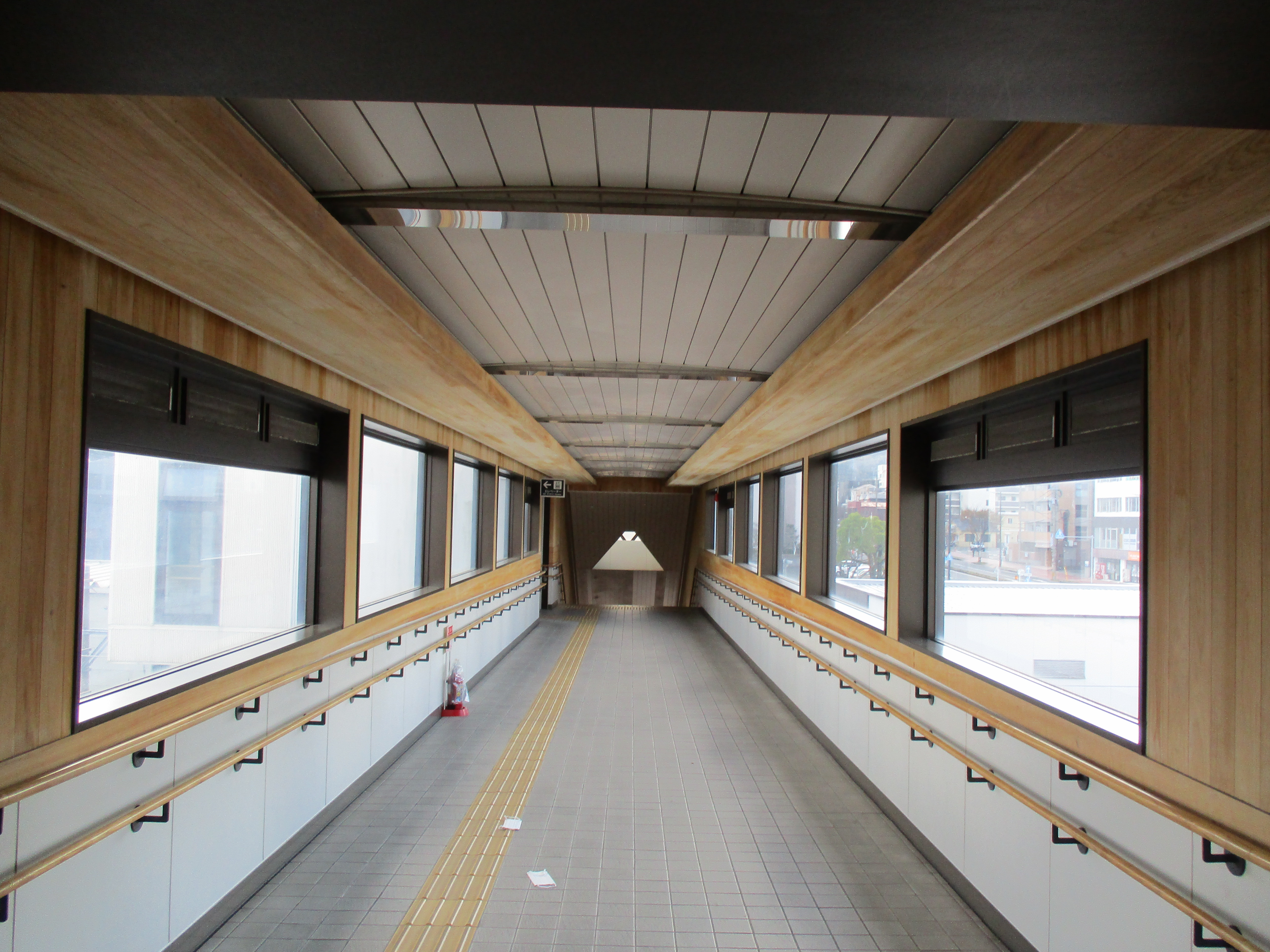
壁面に木材を用いた改修後の跨線橋（2024年12月）
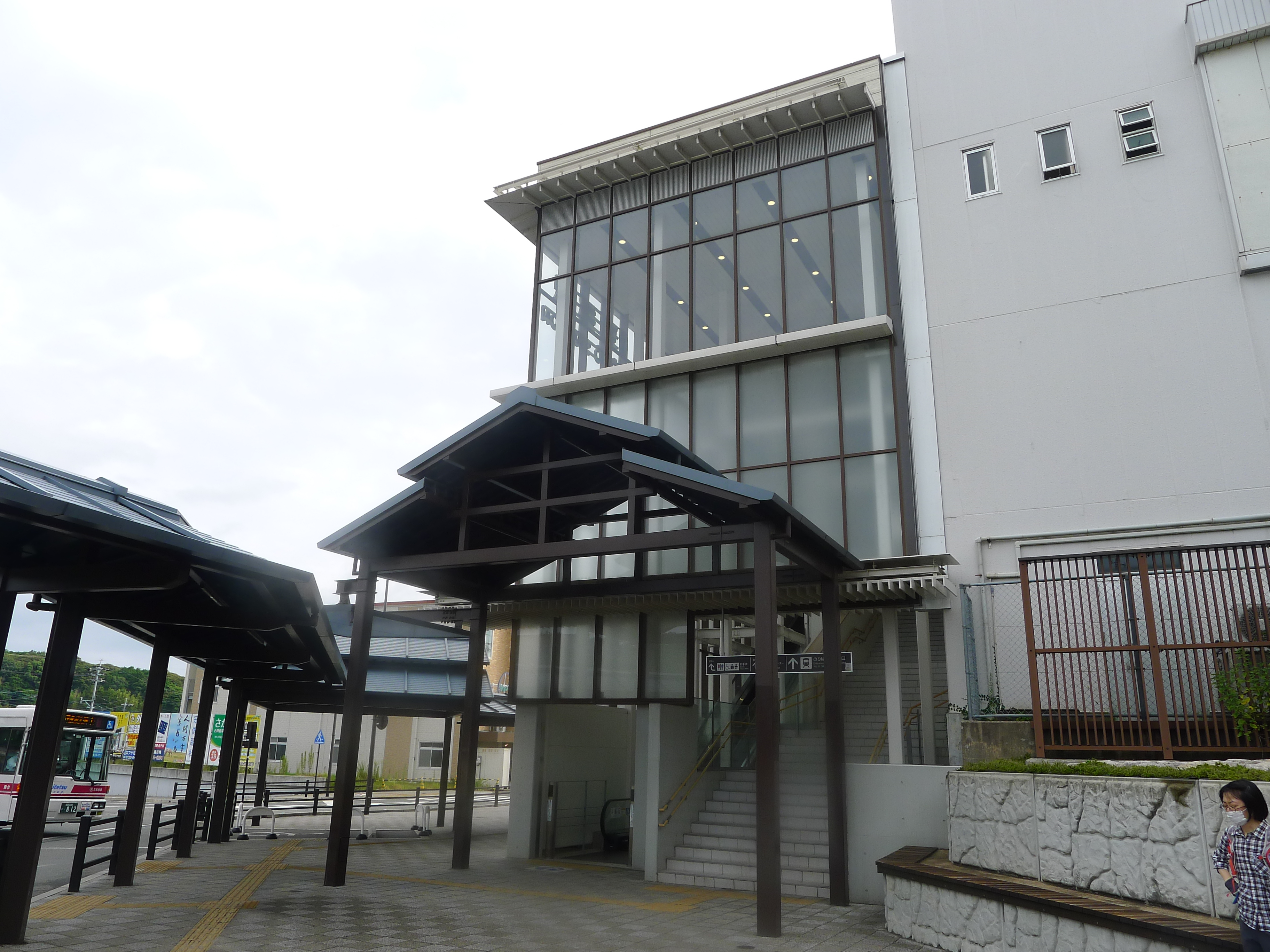
大社口（2021年8月）
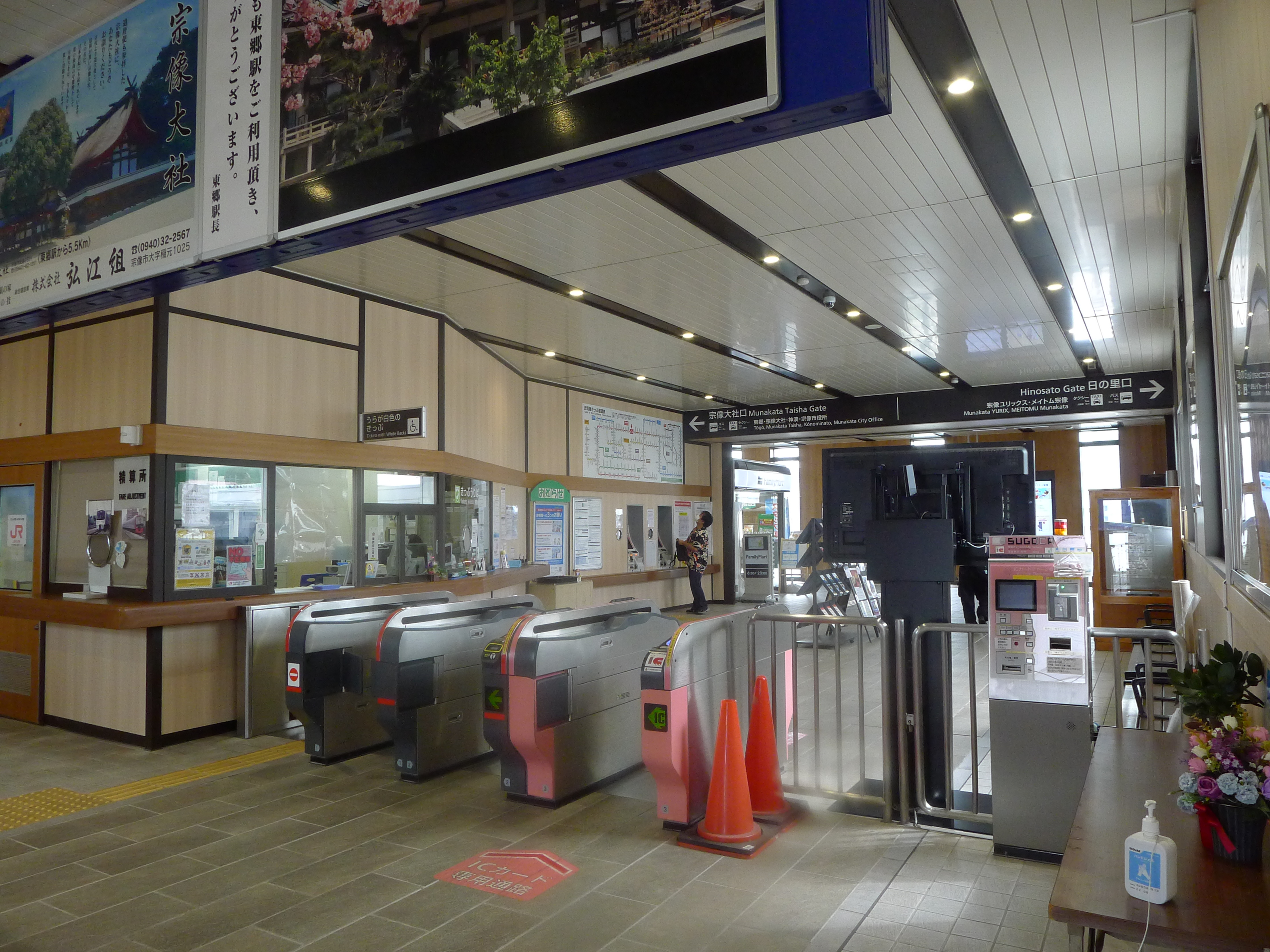
改札口（2021年8月）
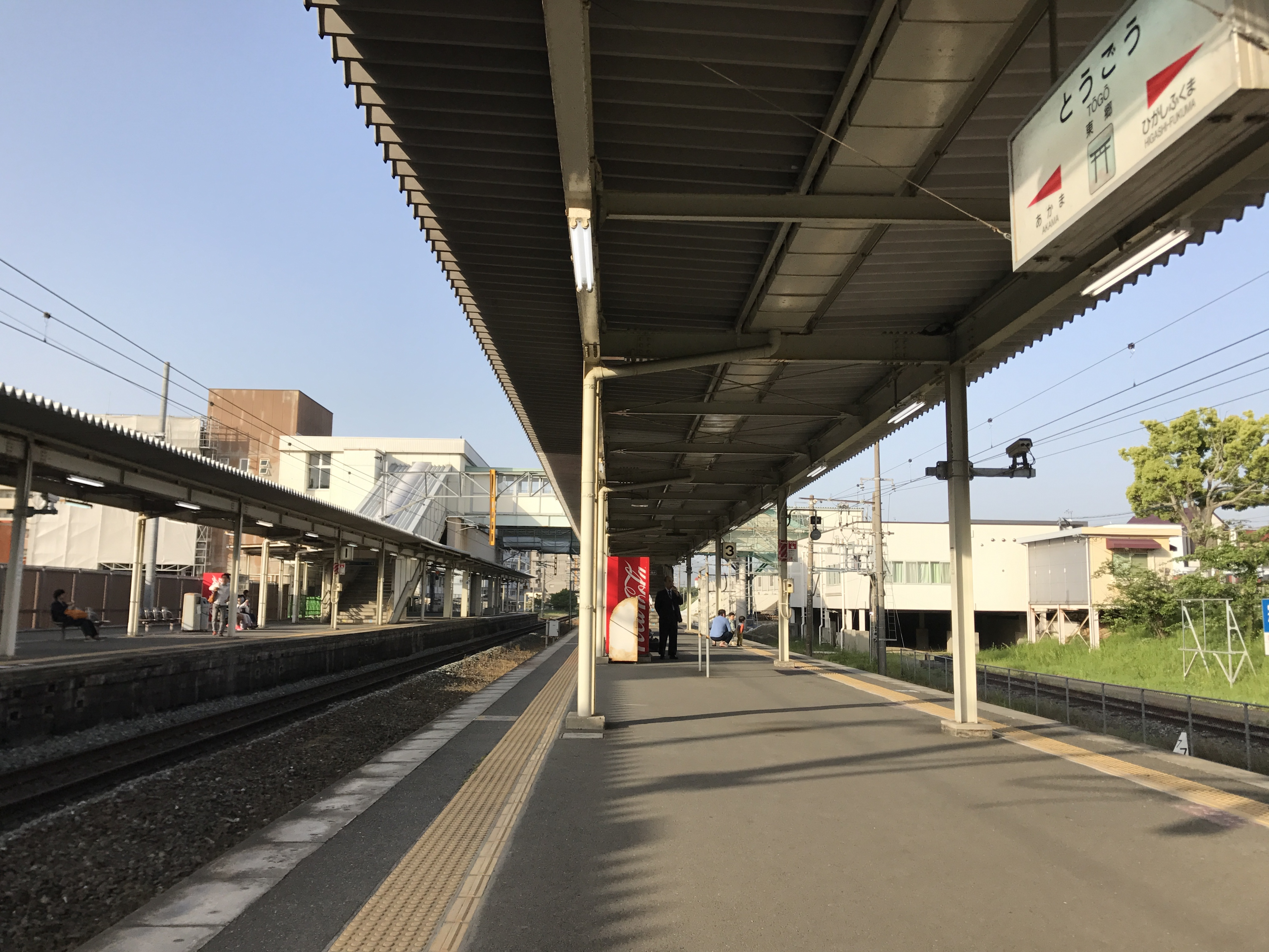
ホーム（2017年5月）
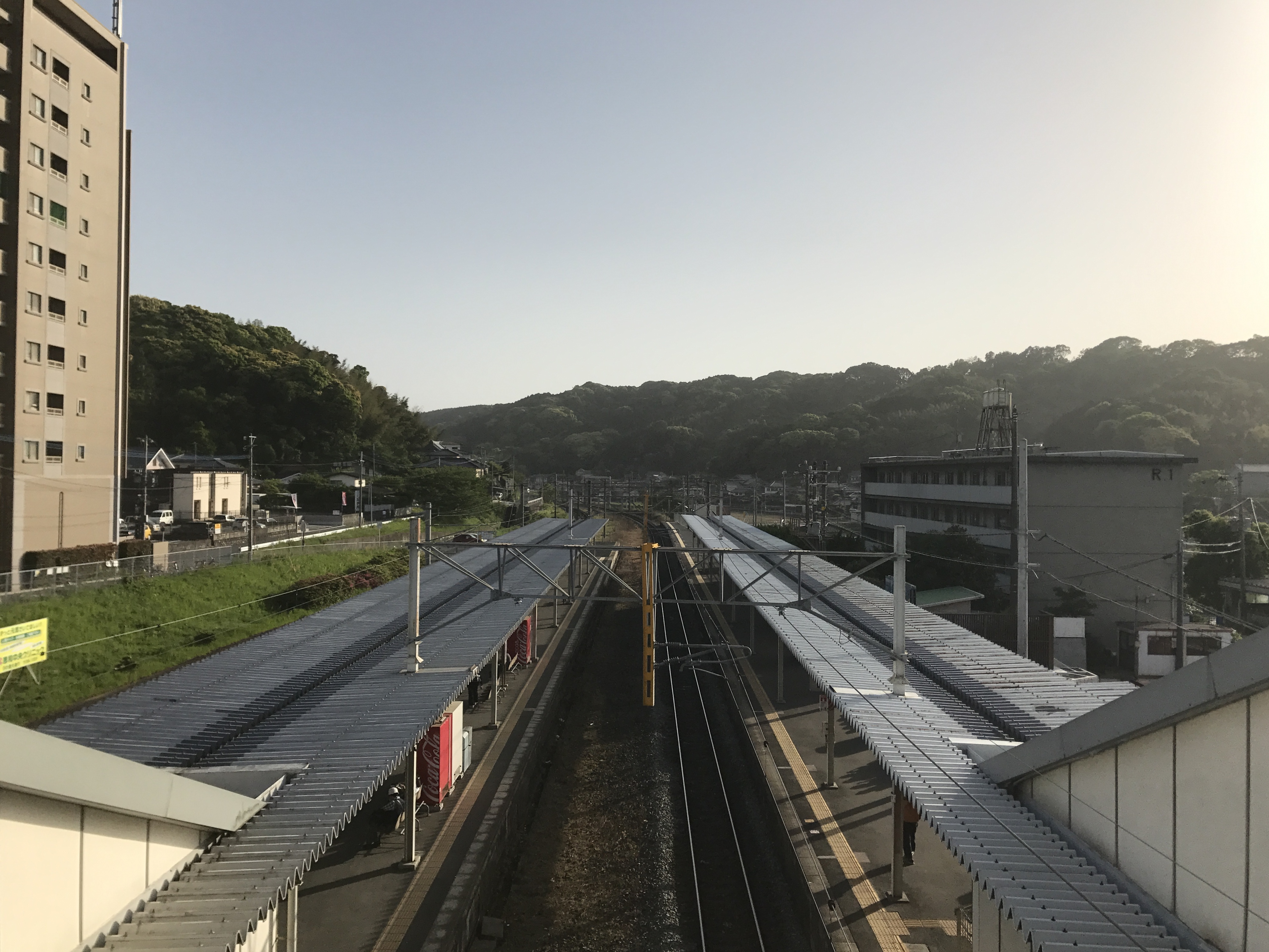
跨線橋から（2017年5月、かつての2番線は線路・架線ともに撤去された）

## 利用状況
2023年度の1日平均乗車人員は4,912人であり、JR九州の駅としては第39位である。
| 年度               | 1日平均 乗降人員 | 定期外 乗降人員 | 定期 乗降人員 | 1日平均 乗車人員 |
| ------------------ | ---------------- | --------------- | ------------- | ---------------- |
| 2000年（平成12年） | 13,785           | 10,151          | 3,634         | 6,877            |
| 2001年（平成13年） | 13,222           | 9,687           | 3,535         | 6,591            |
| 2002年（平成14年） | 12,689           | 9,274           | 3,415         | 6,336            |
| 2003年（平成15年） | 12,166           | 8,847           | 3,319         | 6,066            |
| 2004年（平成16年） | 11,647           | 8,558           | 3,089         | -                |
| 2005年（平成17年） | 11,199           | 8,209           | 2,990         | 5,583            |
| 2006年（平成18年） | 11,042           | 8,114           | 2,928         | -                |
| -                  | -                | -               | -             | -                |
| 2008年（平成20年） | 10,758           | 7,922           | 2,836         | -                |
| 2009年（平成21年） | 10,473           | 7,748           | 2,725         | -                |
| 2010年（平成22年） | 10,399           | 7,733           | 2,666         | -                |
| 2011年（平成23年） | 10,448           | 7,716           | 2,732         | -                |
| 2012年（平成24年） | 10,335           | 7,574           | 2,761         | -                |
| 2013年（平成25年） | 10,481           | 7,774           | 2,707         | -                |
| 2014年（平成26年） | 10,041           | 7,342           | 2,699         | -                |
| 2015年（平成27年） | 10,253           | 7,525           | 2,728         | -                |
| 2016年（平成28年） | 10,340           | 7,629           | 2,711         | 5,158            |
| 2017年（平成29年） | 10,628           | 7,783           | 2,845         | 5,302            |
| 2018年（平成30年） | -                | -               | -             | 5,276            |
| 2019年（令和元年） | -                | -               | -             | 5,204            |
| 2020年（令和02年） | -                | -               | -             | 4,144            |
| 2021年（令和03年） | -                | -               | -             | 4,387            |
| 2022年（令和04年） | -                | -               | -             | 4,694            |
| 2023年（令和05年） | -                | -               | -             | 4,912            |

## 駅周辺
宗像市の西側に位置する。宗像市役所は当駅が最寄り駅であるが、駅から約1.5キロメートル離れている。宗像大社口側には住宅地が点在する。駅と駅南側の国道3号との間に住宅・都市整備公団（現・都市再生機構）が開発した日の里団地があり、その周辺にも住宅地が多数ある。
・曹洞宗　 建興院
- 宗像市役所
- 福岡県宗像警察署
- 宗像地区消防本部
- 宗像簡易裁判所
- 宗像保健所
- いせきんぐ宗像（田熊石畑遺跡公園）
- 宗像東郷郵便局
- 宗像ユリックス
- メイトム宗像
- 宗像医師会病院
- 宗像大社（路線バスで約20分[8]）
- 鎮国寺
- 福岡銀行宗像支店
- 福岡県立宗像中学校・高等学校
- 宗像市立中央中学校
- 宗像市立日の里中学校
- 宗像市立日の里東小学校
- 宗像市立日の里西小学校
- 宗像市立東郷小学校

## バス路線
最寄りのバス停は、宗像大社口側にある「東郷駅前」バス停と、日の里口側にある「東郷駅日の里口」バス停である。以下の路線が運行され、西鉄バス宗像、宗像西鉄タクシーにより運行されている。
- 東郷駅前 - 宗像大社・道の駅むなかた・鐘崎・赤間営業所方面
- 東郷駅日の里口 - 日の里団地方面[9]

このほか、駅北側を走る県道上では西鉄バスの26A系統（天神 - 赤間営業所）が運行されており、駅から徒歩5分程度の場所に東郷駅西口・東郷駅東口の各バス停が設置されている。

## 未成線
- 宗像軽便鉄道
  - 1918年（大正7年）に当駅から田島村、勝浦村、津屋崎町を経由して福間駅までの軽便鉄道計画の出願を行っていた[1]。

## 隣の駅
九州旅客鉄道（JR九州）
 鹿児島本線
- 特急「ソニック」「きらめき」「リレーかもめ」一部停車駅

■快速
赤間駅 (JA14) - 東郷駅 (JA13) - 福間駅 (JA11)
■区間快速（一部の列車）・■普通
赤間駅 (JA14) - 東郷駅 (JA13) - 東福間駅 (JA12)

#### 本文中の出典
1. 1 2 3  宗像市史編纂委員会 『宗像市史 通史編 第三巻 近現代』 宗像市、1999年3月1日。
2. 1 2 3  宗像市史編纂委員会 『むなかた二千年』 宗像市、1999年12月20日。
3. 1 2  石野哲 編『停車場変遷大事典 国鉄・JR編 II』（初版）JTB、1998年10月1日、677頁。ISBN 978-4-533-02980-6。
4. ↑  宗像なつかシーン : 市制10周年特別企画 p.86 宗像市企画調整部秘書課 1992年発行
5. ↑  『交通年鑑 昭和63年版』 交通協力会、1988年3月。
6. ↑  「JR年表」『JR気動車客車編成表 '00年版』ジェー・アール・アール、2000年7月1日、190頁。ISBN 4-88283-121-X。
7. ↑  交通新聞 (交通新聞社):  p. 1. (2009年3月3日) {{cite news}}: |date=の日付が不正です。 (説明); |title=は必須です。 (説明)⚠⚠
8. 1 2 3  『週刊 JR全駅・全車両基地』 08号 博多駅・伊万里駅・西戸崎駅ほか81駅、朝日新聞出版〈週刊朝日百科〉、2012年9月30日、19頁。
9. 1 2  宗像市『ふれあいバス・コミュニティバス案内リーフレット (pdf)』（レポート）、宗像市。2022年1月8日閲覧。

#### 利用状況の出典
宗像市統計書
1. 1 2 3 4 5 6 7 8 9 10 11 12  宗像市統計データ・計画 9-1 JR各駅の1日あたりの乗降人員数（2005年9月19日アーカイブ） - 国立国会図書館Web Archiving Project、2022年1月8日閲覧
2. 1 2 3 4 5 6 7 8 9  宗像市統計データ 9-1 JR各駅の1日あたりの乗降人員数（2010年9月2日アーカイブ） - 国立国会図書館Web Archiving Project、2022年1月8日閲覧
3. 1 2 3 4 5 6 7 8 9 10 11 12 13 14 15  宗像市統計書 平成25年版（2014年6月5日アーカイブ） - 国立国会図書館Web Archiving Project、「9-1 JR各駅の1日あたりの乗降人員数」、24ページ、2022年1月8日閲覧
4. 1 2 3  宗像市統計書 平成26年版（2015年12月4日アーカイブ） - 国立国会図書館Web Archiving Project、「9-1 JR各駅の1日あたりの乗降人員数」、24ページ、2022年1月8日閲覧
5. 1 2 3  『平成27年版 宗像市統計書』 宗像市経営企画部経営企画課
6. 1 2 3  『平成28年版 宗像市統計書』 宗像市経営企画部経営企画課
7. 1 2 3  “平成29年度版　宗像市統計書　運輸・通信　JR各駅の1日当たりの乗降人員数” (PDF).   宗像市. 2018年9月4日時点のオリジナルよりアーカイブ。2018年6月29日閲覧。
8. 1 2 3  “令和元年度版　宗像市統計書　運輸・通信　JR各駅の1日当たりの乗降人員数” (PDF).   宗像市. 2020年12月4日時点のオリジナルよりアーカイブ。2020年12月22日閲覧。

JR乗車人数
1. 1 2  “駅別乗車人員上位300駅（2023年度）” (PDF).   九州旅客鉄道. 2025年3月29日閲覧。
2. ↑  駅別乗車人員上位300駅（平成28年度） - ウェイバックマシン（2017年8月1日アーカイブ分）
3. ↑  駅別乗車人員上位300駅（2017年度） - ウェイバックマシン（2018年7月17日アーカイブ分）
4. ↑  “駅別乗車人員上位300駅（2018年度）” (PDF).   九州旅客鉄道. 2019年8月5日閲覧。
5. ↑  “駅別乗車人員上位300駅（2019年度）” (PDF).   九州旅客鉄道. 2020年12月22日閲覧。
6. ↑  “駅別乗車人員上位300駅（2020年度）” (PDF).   九州旅客鉄道. 2025年3月29日閲覧。
7. ↑  “駅別乗車人員上位300駅（2021年度）” (PDF).   九州旅客鉄道. 2025年3月29日閲覧。
8. ↑  “駅別乗車人員上位300駅（2022年度）” (PDF).   九州旅客鉄道. 2025年3月29日閲覧。